# Натуба
Натуба (порт. Natuba)  —  муниципалитет в Бразилии, входит в штат Параиба. Составная часть мезорегиона Сельскохозяйственный район штата Параиба. Входит в экономико-статистический  микрорегион Умбузейру. Население составляет 9777 человек на 2006 год. Занимает площадь 192,166 км². Плотность населения — 50,9 чел./км².

## Статистика
- Валовой внутренний продукт на 2003 год составляет 19 361 791,00 реалов (данные: Бразильский институт географии и статистики).
- Валовой внутренний продукт на душу населения на 2003 год составляет 1910,01 реалов (данные: Бразильский институт географии и статистики).
- Индекс развития человеческого потенциала на 2000 год составляет 0,513 (данные: Программа развития ООН).